# Belga Esperanto-Federacio
La Belga Esperanto-Federacio ("Federazione Esperantista Belga") è la sezione nazionale dell'UEA per il Belgio ed è stata fondata nel 1962. Precedentemente il Belgio aveva due associazioni distinte: la Belga Ligo Esperantista ("Lega Esperantista Belga") e la Flandra Ligo Esperantista ("Lega Esperantista Fiamminga"), che però non erano riconosciute dall'UEA. 
Sono membri della Belga Esperanto-Federacio la Flandra Esperanto-Ligo ("Lega Fiamminga dell'Esperanto"), la vallone Asocio por Esperanto ("Associazione per l'Esperanto"), l'Esperantista Brusela Grupo ("Gruppo Esperantista di Bruxelles"), la Belga Esperanto Fervojista Asocio ("Associazione Belga dei Ferrovieri Esperantisti") e i Verdaj Skoltoj ("Scout Verdi").